# Naród
Naród – wspólnota ludzi utworzona w procesie dziejowym na podstawie języka, religii, terytorium, życia społecznego i gospodarczego, przejawiająca się w kulturze i świadomości swych członków. Naród wyróżnia się na tle innych zbiorowości wspólną świadomością narodową, czyli poczuciem przynależności do wspólnoty definiowanej aktualnie jako naród.

## Czynniki konstytutywne narodu
Jednym z istotnych wyróżników narodu, jest kwestia istnienia świadomości narodowej, czyli kwestia postrzegania własnej zbiorowości jako narodu. Przykładowo grupy etniczne spełniające obiektywne warunki zaistnienia narodu: wspólna kultura, język, religia, historia czy pochodzenie etniczne, których członkowie nie postrzegają siebie jako naród, nie są uznawane za narody, np. tubylcze plemiona afrykańskie. Amerykanie mają różne pochodzenie etniczne, ale łączy ich historia i styl życia. Chińczycy posługują się różnymi językami, ale łączy ich to samo pismo.

## Podejścia teoretyczne do narodu
Ze względu na to, że niemożliwym stało się jednoznaczne wskazanie czynników koniecznych do zdefiniowania narodu, obecnie częściej wskazuje się na różne podejścia teoretyczne do problemów związanych z tym pojęciem.

### Potoczne ujęcie narodu
Antonina Kłoskowska w pracy Kultury narodowe u korzeni, uznaje, że w potocznym rozumieniu słowo „naród” oznacza zbiorowość, w której naturalne więzi wyrosły ze wspólnoty przekonań i terytorium.
W tym sensie przekonanie o przynależności do określonego narodu ma postać silnie przeżywanej, emocjonalnej wiary. Jest ona wynikiem procesu kulturowego i społecznego przypisania. O naturalności więzi decyduje między innymi brak jakichkolwiek inicjacyjnych obrzędów podczas przystępowania do wspólnoty narodowej. Więź nie jest wyraźnie sformułowana, ale funkcjonuje w świadomości wszystkich jednostek i może znajdować wyraz w twórczości artystycznej, postawach itp.

### Biologiczne ujęcie narodu
Przyjęło się ono w drugiej połowie XX w. po tym, jak problem uwarunkowań biologicznych w społeczeństwach ludzkich przejęła socjobiologia. Biologiczna koncepcja narodu opiera się na tezie Williama Hamiltona o inclusive fitness.
W tym ujęciu naród jest definiowany jako zespół więzi opierających się na poznawczo postrzeganych cechach wspólnych, a nie na instynktownym popędzie. Co prawda skłonności do ksenofobii i agresji są uwarunkowane biologicznie, jednak sam przedmiot ich ekspresji należy już do sfery definiowanej kulturowo.

### Polityczna koncepcja narodu
Wprowadzona przez Ernesta Gellnera. Skupia się na opisie relacji pomiędzy narodem a nacjonalizmem. Gellner uważał, że to idea nacjonalizmu była pierwotna, a powstanie narodu jest jej ekspresją. W tym ujęciu naród definiujemy poprzez nacjonalizm rozumiany jako postulat pokrywania się granic etnicznych i państwowych.

### Kulturalistyczna koncepcja narodu
Kłoskowska uznała związek pomiędzy formującymi się narodami a ich pierwotnym etnicznym podłożem. Grupa etniczna i naród są jej zdaniem zbiorowościami o charakterze wspólnoty, określonymi przez względnie odrębną tożsamość i odrębność kulturowych właściwości.
Istotą narodu jest w tym ujęciu autoteliczna kultura wyspecjalizowanych dziedzin życia. Do tożsamości narodu Kłoskowska zalicza między innymi poczucie ich ciągłości. Ważną cechą jest to, że naród jest wynikiem twórczej i odbiorczej działalności jednostek i grup społecznych. Ucieleśnione elementy kultury narodowej to architektura, zbiory dzieł literackich itp.
Powstanie i funkcjonowanie kultur narodowych realizuje się przez działanie mechanizmów: tworzenia systemów symbolicznych, wyodrębniania tych systemów jako właściwych grupie, eksportu tych systemów do szerszej zbiorowości społecznej (np. państwa) i wreszcie rozszerzenia własności kultury poza granice państw.

## Naród a badania genomu człowieka (DNA)
Badania całości ludzkiego genomu (DNA), które trwały 13 lat (1990–2003) i zostały ukończone, nie wskazały na to, żeby w obrębie człowieka współczesnego istniały genetyczne podstawy podziałów etnicznych. Ludzie, którzy żyją w tym samym regionie geograficznym od wielu pokoleń, mogą mieć pewne allele wspólne, ale żaden allel nie zostanie znaleziony we wszystkich członkach populacji ani w żadnym innym członku populacji.

## Naród a państwo
Większość istniejących narodów tworzy niezależne państwa. Ich powstanie wiąże się ze wzrostem nastrojów nacjonalistycznych w XVIII i XIX wieku, kiedy to powstała idea, że każdy naród powinien tworzyć niezależne państwo.
Wzajemne oddziaływanie pomiędzy państwem a narodem można określić dwoma terminami:
- narodotwórcza rola państwa – młode państwo za pomocą działań politycznych, ekonomicznych czy oświatowych doprowadza do zjednoczenia różnych grup etnicznych w jeden zintegrowany naród. Może się to także odbywać na drodze podbojów terytorialnych danego państwa.
- państwotwórcza rola narodu – naród jako grupa społeczna dąży za pomocą określonych działań do stworzenia przez niego własnego i suwerennego państwa.

## Naród a grupa etniczna
W przypadku definiowania narodu zachodzą często spory terminologiczne. Czasami naród jest odróżniany od grupy etnicznej na bazie kryterium, jakim jest liczebność populacji. Wówczas zakłada się, że grupa etniczna jest zbiorowością mniejszą od narodu, choć to kryterium nie jest precyzyjne. Innym kryterium jest kwestia uznania narodu jako zbiorowości, której „przysługuje” posiadanie własnego państwa. Zazwyczaj jednak uznanie takie pojawia się, gdy dana grupa etniczna poprzez upolitycznienie zacznie wszczynać ruch narodowy. Według Thomasa Eriksena można wyróżnić we współczesnym świecie tego typu grupy etniczne, które same uważają się za prawdziwe narody (Sikhowie, Palestyńczycy, Kurdowie), ale na arenie międzynarodowej często nie ma pewności co do uznania ich jako odrębnych narodów, którym przysługiwałaby polityczna autonomia. Eriksen dla tego typu grup etnicznych używa pojęcia protonarodu, czasami używa się wobec tych zbiorowości alternatywnie terminu naród bez państwa. Mimo to, niełatwo jest rozróżnić narody i grupy etniczne. Czasami wobec grup etnicznych używa się określenia zalążek narodu, przez co rozumie się, że potencjalnie każda grupa etniczna w przyszłości może stać się narodem.
Współcześnie nadal twierdzi się, że każdy naród ma prawo do samostanowienia. Jednak wydzielanie się nowych państw jest sprzeczne z także obecną tendencją do integracji ponadnarodowej. Wiele zależnych narodów (narodów bez państwa) dąży nadal do pełnej suwerenności m.in. Kurdowie, Baskowie. Szczególnie wiele konfliktów na tym tle występuje w Afryce, gdzie granice państw zostały sztucznie narzucone przez państwa kolonialne, które nie zważały na podziały etniczne.
Narodowość, identyfikowana z obywatelstwem lub z etniczno-kulturową przynależnością obywateli, żyjących w obrębie społeczeństwa danego państwa, czyli mniejszościami narodowymi.
W prawie międzynarodowym brak precyzyjnej definicji mniejszości. Dokumenty jedynie określają, że w państwach, w których istnieją “osoby należące do mniejszości etnicznych, religijnych lub językowych nie będą pozbawione prawa do własnego życia kulturalnego, wyznawania i praktykowania własnej religii oraz posługiwania się własnym językiem” (Międzynarodowy Pakt Praw Obywatelskich i Politycznych art. 27, Nowy Jork 1966), a także “zapewni się im warunki rozwijania ich tożsamości” (Deklaracja ONZ art. 1, Nowy Jork 1992).

## Kształtowanie się świadomości narodowej w Europie
Pojęcie narodu (Volk), jako ważnej idei pojawiło się dopiero w XVIII wieku za sprawą Johanna Gottfrieda Herdera, niemieckiego filozofa, który przyczynił się do rozwinięcia idei państwa narodowego. W tym okresie trwała rewolucja przemysłowa, która dała początek społeczeństwu przemysłowemu. Zmiany te przyczyniały się do wzrostu świadomości narodowej w Europie:
- Industrializacji towarzyszyła urbanizacja, a ta z kolei przyczyniała się do rozpadu tradycyjnych wspólnot wiejskich. Ponieważ miasto nie dawało możliwości tworzenia się zbiorowości typu wspólnotowego, odwoływanie się do narodu jako wspólnoty rekompensowało tę stratę.
- W społeczeństwie przemysłowym podział stanowy był nie do utrzymania, co przyczyniało się do zmiany poczucia tożsamości. Jednostki przestawały postrzegać siebie jako chłopów czy arystokratów, a zaczęły postrzegać siebie jako członków narodu. Towarzyszyła temu także nośna, szczególnie po rewolucji francuskiej idea braterstwa.
- Rozwój oświaty przyczyniał się do upowszechniania języków narodowych, czemu towarzyszył rozwój związanej z danym językiem kultury symbolicznej.
- Laicyzacja, która także osłabiała poczucie przynależności tożsamości związanej z daną religią, wyznaniem na rzecz tożsamości ze zbiorowością narodową.